# 傅姿燦
傅姿燦（1955年—），化名，真實姓名不詳，香港作家，著有《老懵董笑話》。

## 簡介
傅姿燦本為中產階級的大專畢業生，因八萬五事件成為負資產人士，因而作了《老懵董笑話》，當中「老懵董」指時任特首董建華。

## 筆名由來
「傅姿燦」因和「負資產」發音相似，因而借筆名展現香港負資產問題。

## 著作
- 老懵董
- 老懵董笑話
- 掃把頭
- 董建華肺話
- 建華之亂
- 跟董建華算數
- 曾氏笑話
- 煲呔僧
- IQ楷
- 老懵太
- 老懵董系列